# Клей-Бей, Лоуренс
Лоуренс Марвин Клей-Бей (англ. Lawrence Marvin Clay-Bey; род. 14 декабря 1965, Блумфилд) — американский боксёр, представитель тяжёлой весовой категории. Выступал за сборную США по боксу в середине 1990-х годов, бронзовый призёр чемпионата мира, двукратный чемпион американского национального первенства, участник летних Олимпийских игр в Атланте. В период 1997—2005 годов боксировал также на профессиональном уровне.

## Биография
Лоуренс Клей-Бей родился 14 декабря 1965 года в городе Блумфилд штата Коннектикут, США. Заниматься боксом начал сравнительно поздно, в возрасте 26 лет.

### Любительская карьера
Первого серьёзного успеха на международном уровне добился в сезоне 1995 года, когда одержал победу на чемпионате США в зачёте супертяжёлой весовой категории, вошёл в основной состав американской национальной сборной и побывал на чемпионате мира в Берлине, откуда привёз награду бронзового достоинства — на стадии полуфиналов был остановлен россиянином Алексеем Лезиным.
В 1996 году вновь был лучшим в зачёте американского национального первенства, принял участие в матчевых встречах со сборными Германии и России — выиграл у немца Рене Монзе и проиграл российскому боксёру Андрею Моисееву соответственно. Благодаря череде удачных выступлений удостоился права защищать честь страны на домашних летних Олимпийских играх в Атланте, однако уже в стартовом поединке категории свыше 91 кг со счётом 8:10 потерпел поражение от украинца Владимира Кличко и сразу же выбыл из борьбы за медали.

### Профессиональная карьера
По окончании Олимпиады Клей-Бей покинул американскую сборную и в июле 1997 года успешно дебютировал на профессиональном уровне. В течение трёх лет одержал двенадцать побед, в том числе взял верх над такими известными боксёрами как Луис Монако (7-9-2) и Роберт Дэниелс (39-3-1).
Первое в профессиональной карьере поражение потерпел в ноябре 2000 года — единогласным решением судей от непобеждённого соотечественника Клиффорда Этьена (18-0).
Несмотря на проигрыш, Клей-Бей продолжил активно выходить на ринг, выиграл несколько рейтинговых боёв, в частности одолел многообещающего проспекта Чарльза Шаффорда (19-2).
В июне 2003 года боксировал с кубинцем Эльесером Кастильо (23-3-2) за титул временного чемпиона Североамериканской боксёрской федерации (NABF) в тяжёлом весе, но проиграл нокаутом в девятом раунде.
В июле 2004 года завоевал вакантный титул континентального чемпиона Международной боксёрской ассоциации (IBA), выиграв техническим нокаутом у Имаму Мэйфилда (24-4-2).
В феврале 2005 года в Германии встретился с турком Синаном Шамилем Самом (22-2), при этом на кону стоял титул интернационального чемпиона по версии Всемирного боксёрского совета (WBC). Противостояние между ними продлилось все отведённые 12 раундов, в итоге судьи единогласным решением отдали победу Саму.
Последний раз Лоуренс Клей-Бей выступал в профессиональном боксе в августе 2005 года, когда провёл 10-раундовый бой с Дереком Брайантом (18-4), завершившийся ничьей решением большинства судей.